# Китнемучаш
Китнемучаш (мар. Китньымучаш) — деревня в Мари-Турекском районе Республики Марий Эл. Входит в состав городского поселения Мари-Турек.

## География
Находится в восточной части республики Марий Эл на расстоянии приблизительно 5 км по прямой на север от районного центра посёлка Мари-Турек.

## История
Известна с 1764 года, когда в деревне значилось 14 ясачников, в 1795 году — 16 ясачников, в 1816 году — 6 дворов, 58 жителей. В 1834 году в деревне было 7 дворов, 69 жителей, в 1859 году — 13 дворов, 126 жителей, в 1891 году — 31 двор. В 1905 году — 44 двора, 341 человек. В 1947 году в деревне было 297 жителей, в 1959 году 265 жителей, в 1970 году — 231, в 1979 году — 167. В 2000 году имелось 36 дворов. В советское время работали колхозы «Йыланда», имени Красина, «Чогыт-Сорла», «Рассвет», «Знамя» и имени Ленина.

## Население
Население составляло 122 человек (мари 97 %) в 2002 году, 127 в 2010.